# Turriaco
Turriaco es una localidad y comune italiana de la provincia de Goricia, región de Friul-Venecia Julia, con 2.684 habitantes.

## Evolución demográfica
| Gráfica de evolución demográfica de Turriaco entre 1861 y 2001 |
|                                                                |
| Fuente ISTAT - elaboración gráfica de Wikipedia                |